# 金凤藤
金凤藤（学名：[Dolichopetalum kwangsiense] 错误：{{Lang}}：文本有斜体标记（帮助））是夹竹桃科金凤藤属的植物，为中国的特有植物。分布在中国大陆的广西、贵州等地，生长于海拔1,320米的地区，多生长于山地灌木丛中，目前尚未由人工引种栽培。
种加名 kwangsiense 意为“广西的”。

## 别名
广西长梗藤（广西植物名录）